# BrahMos
El BrahMos (en hindi: ब्रह्मोस, en ruso: Брамос) es un misil de crucero supersónico de corto alcance y medio alcance, que puede ser lanzado desde submarinos, barcos, aviones o de lanzadores móviles terrestres. Es una empresa conjunta entre NPO Mashinostroeyenia de la Federación de Rusia y la Defence Research and Development Organisation (DRDO) de la India, que en conjunto formaron BrahMos Aerospace Private Limited. Se basa en el misil de crucero ruso P-800 Oniks y otra tecnología similar de misiles crucero de vuelo rasante. El nombre BrahMos es un acrónimo formado a partir de los nombres de dos ríos, el Brahmaputra de la India y el Moscova de Rusia.
Es el misil de crucero más rápido del mundo en funcionamiento. El misil viaja a una velocidad de Mach 2,8 a 3,0. Las versiones de lanzamiento terrestre y de buques ya están en servicio y las versiones aéreas y lanzadas desde submarinos actualmente en fase de pruebas. Una versión hipersónica del misil llamada BrahMos-II está también actualmente en desarrollo con una velocidad de Mach 7. Se espera que esté listo para las pruebas en 2017.
Aunque la India quería que el BrahMos estuviera basado en un misil de crucero de medio alcance como el P-700 Granit, Rusia optó por el modelo de misil de alcance más corto P-800 Oniks, con el fin de cumplir con las restricciones del Régimen de Control de Tecnología de Misiles, del que Rusia es país signatario. Su propulsión se basa en el misil ruso, y el sistema de guía ha sido desarrollado por BrahMos Aerospace. Se espera que el misil alcance un pedido total por valor de US$13 000 millones.

## Origen
El BrahMos ha sido desarrollado como una empresa conjunta entre la Defence Research and Development Organization (DRDO) de la India y la Empresa Unitaria Estatal Federal NPO Mashinostroyenia (NPOM) de Rusia bajo BrahMos Aerospace. El misil lleva el nombre de dos ríos, el Brahmaputra y el Moscova.
Desde finales de 2004, el misil ha sido objeto de varias pruebas de lanzamiento desde una variedad de plataformas, incluyendo una prueba con base en tierra desde la cordillera Pokhran en el desierto, montado en un camión de transporte, en la que fue demostrada la maniobra "S" en Mach 2,8 por el Ejército Indio y un lanzamiento en el que se demostró la capacidad adicional de ataque terrestre desde el mar.
Keltec (ahora conocido como BrahMos Aerospace Trivandrum Ltd o BATL), una empresa estatal india fue adquirida por BrahMos Corporation en 2008. Aproximadamente 15 mil millones de rupias (US$235,5 millones) se invertirán en instalaciones para hacer componentes BrahMos e integrar los sistemas de misiles. Esto se hizo necesario luego del aumento de la cartera de pedidos del sistema, con órdenes tanto del Ejército como de la Armada de la India. Fuera de un capital social total de aproximadamente $300 millones, la contribución financiera de la India ha sido del 50,5%.

## Desarrollo

### Variante superficie-superficie

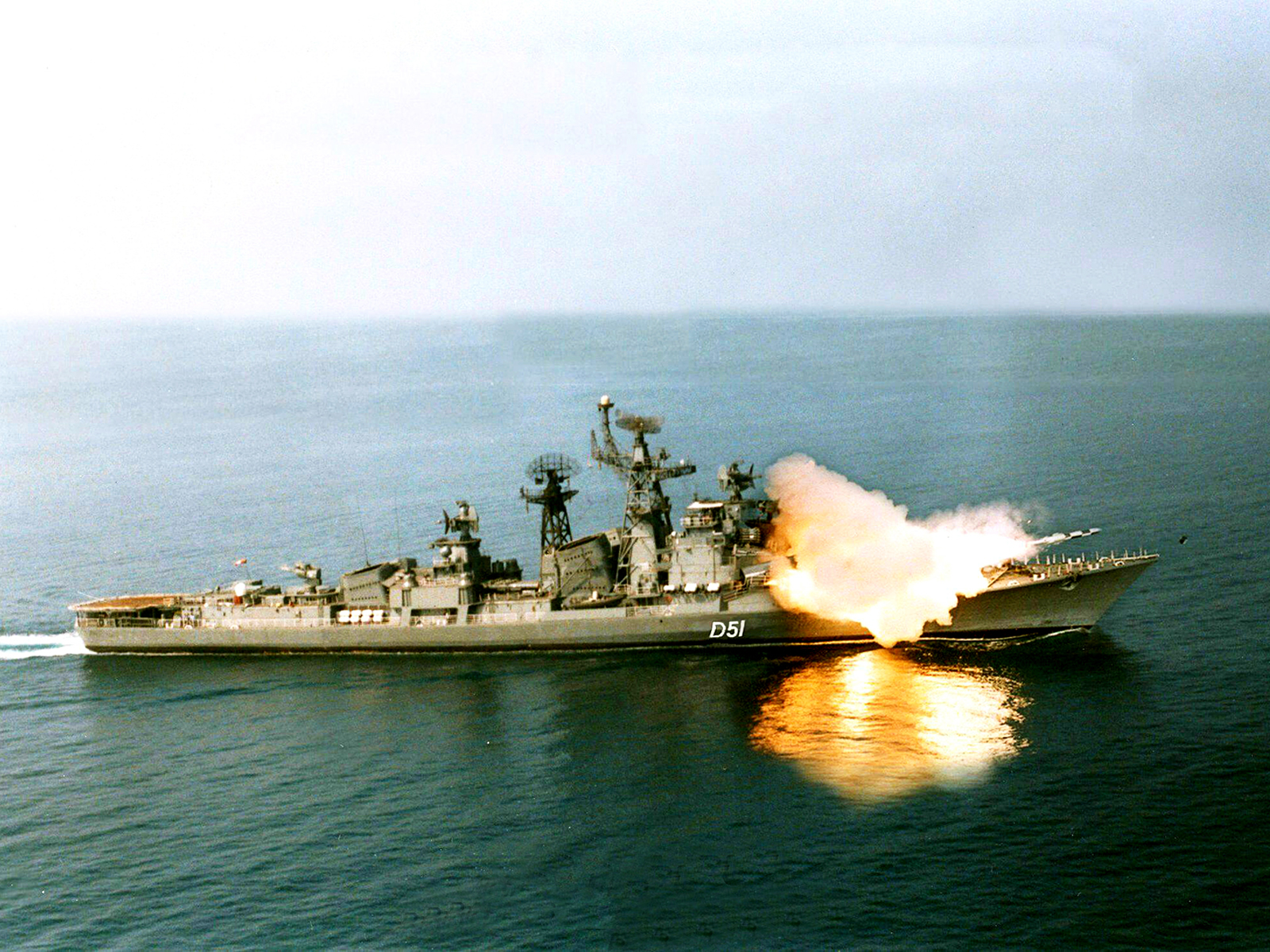
INS Rajput disparando un misil BrahMos

El BrahMos fue disparado por primera vez el 12 de junio de 2001 desde el Integrated Test Range (ITR) en Chandipur, en una configuración de lanzamiento vertical. El 14 de junio 2004 se realizó otra prueba en el ITR, un BrahMos fue disparado desde un lanzador móvil. El 5 de marzo de 2008, la versión de ataque a tierra del misil fue lanzado desde el destructor INS Rajput (D51), el misil golpeó y destruyó el objetivo correcto entre un grupo de blancos. El lanzamiento vertical del BrahMos se llevó a cabo el 18 de diciembre de 2008 desde el INS Ranvir (D54). El BrahMos I Block-I para el ejército fue probado con éxito con nuevas capacidades en los desiertos de Rajastán, en un campo de pruebas cerca Pokharan en diciembre de 2004 y marzo de 2007.
Durante una prueba el 20 de enero de 2009, el misil fue probado con un nuevo sistema de navegación pero no logró dar en el blanco. El director de BrahMos Aerospace Corporation, Sivathanu Pillai, dijo que, «el rendimiento del misil fue absolutamente normal hasta la última fase, pero perdió el objetivo, a pesar de que mantuvo la dirección.» y que «el problema estaba en el software, no en el hardware». La Organización de Investigación y Desarrollo de Defensa (DRDO) dijo que hubo «pequeños tirones» en la última etapa del disparo de prueba, que fue atribuido a los satélites GPS estadounidenses, que fueron apagados ese día que Barack Obama fue juramentado como Presidente de los Estados Unidos. El misil viajó durante 112 segundos en lugar de los programados 84 segundos y cayó a 7 km del objetivo. De acuerdo con BrahMos Corporation, otra prueba del nuevo misil iba a ser llevada a cabo dentro de un mes, pero finalmente se realizó el 4 de marzo de 2009 y fue considerada exitosa.
El misil fue probado nuevamente el 29 de marzo de 2009. Para la prueba, el misil tenía que identificar un edificio entre un grupo de edificios en un entorno urbano. Impactó con éxito el objetivo previsto en dos minutos y medio de su lanzamiento. Según fuentes oficiales, «el nuevo buscador es único y ayudará a impactar los blancos, que son insignificantes en términos de tamaño, en un grupo de edificios grandes. India es ahora el único país en el mundo con esta tecnología avanzada.» Después de la tercera prueba, el teniente general Noble Thamburaj, dijo que el ejército de la India quería que los BrahMos lograran altos estándares de precisión y felicitó a los científicos en nombre del Ejército de la India. El ejército confirmó que la prueba tuvo un gran éxito y está absolutamente satisfecho con el misil. Esto marcó la finalización de la fase de desarrollo del BrahMos Block-II, y estaba listo para la introducción.
El 21 de marzo de 2010, el misil fue probado en un barco en flotación libre, perforándolo por encima de la línea de flotación y destruyéndolo por completo. La prueba demostró la capacidad del misil para maniobrar a una velocidad supersónica antes de golpear un objetivo, haciendo de la India el primer y único país que tiene un misil de crucero supersónico maniobrable. La prueba del 5 de septiembre de 2010 creó un récord mundial por ser el primer misil de crucero de corto alcance, en ser probado a velocidades supersónicas en un modo steep-dive. El misil fue lanzado desde complejo-3 (LC-3) del polígono de pruebas en Chandipur alrededor las 11.35 horas. Con este lanzamiento, se cumplió el requisito del ejército para los ataques terrestres con software buscador avanzado Block-II, con capacidad de discriminar objetivos a ser atacados en forma independiente. BrahMos se convirtió en el único misil de crucero supersónico que posee capacidad avanzada de selección de un objetivo particular en tierra, entre un grupo de blancos, proporcionando una ventaja para el usuario con impactos precisos.

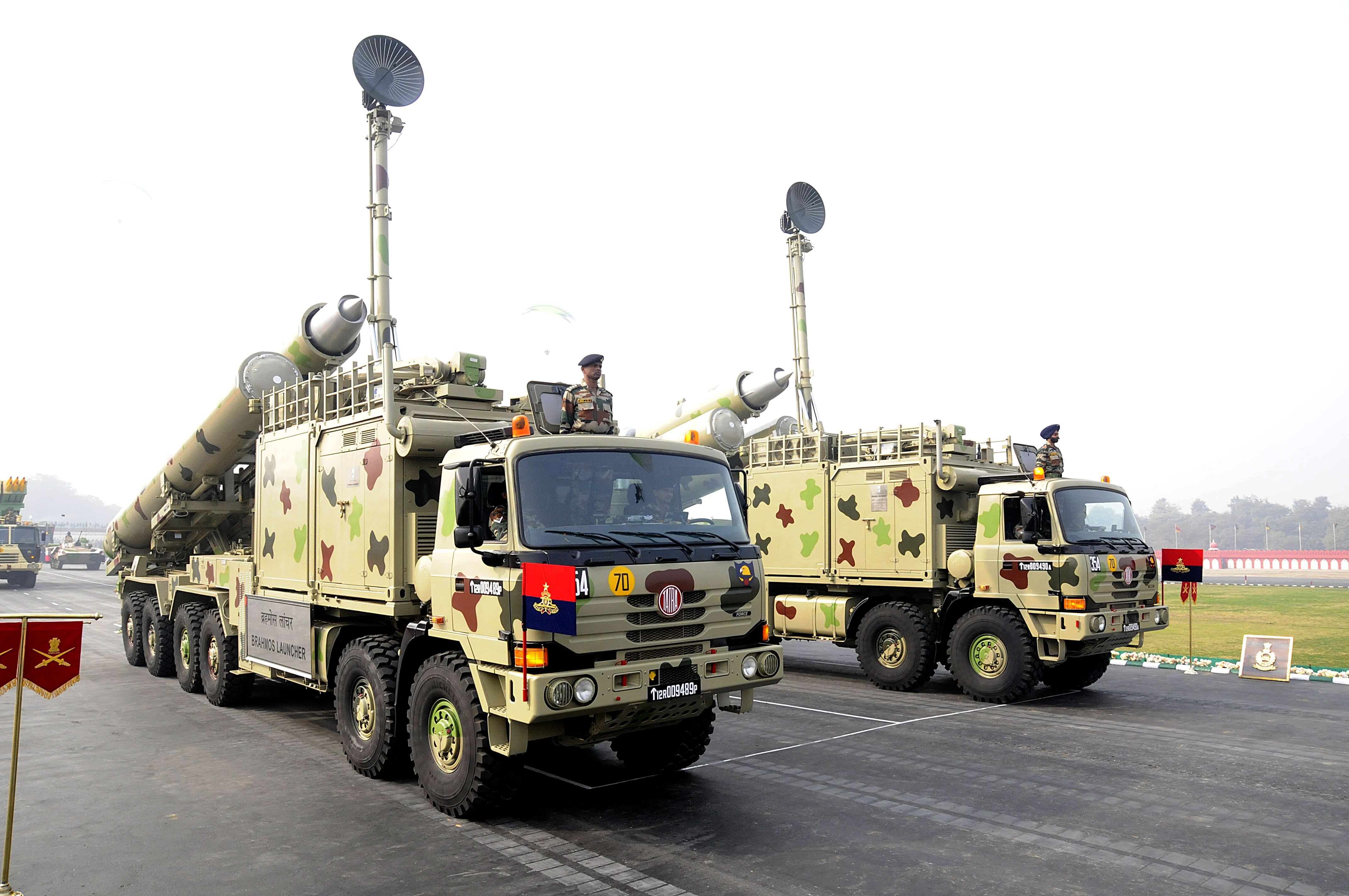
Misiles BrahMos del Ejército Indio, montados en lanzadores móviles (MAL).

La versión Block III del misil fue probado con éxito por la India el 2 de diciembre de 2010 desde el campo de pruebas (ITR) en Chandipur frente a la costa de Orissa. El Block III tiene una guía avanzada y un software actualizado, incorporando alta maniobrabilidad en múltiples puntos y en picados desde gran altura. La capacidad de picada del Block III le permite atacar objetivos ocultos detrás de una cadena de montaña. Será desplegado en Arunachal Pradesh. 
Puede atacar objetivos en tierra volando a velocidad supersónica, desde una altura de tan sólo 10 metros para ataques quirúrgicos sin ningún daño colateral. Es capaz de ser lanzado desde múltiples plataformas como submarinos, buques, aviones y lanzadores móviles con base en tierra (MAL). El 12 de agosto de 2011 fue probado por las fuerzas terrestres y reunió todos los parámetros de la misión. Fue probado por una unidad del Ejército de la India el 4 de marzo de 2012 polígono de pruebas de Pokhran en Rajastán para hacer operativo el segundo regimiento de sistema de armas en el ejército. La prueba contó con la participación de altos funcionarios del Ejército, incluyendo el teniente general Shri Krishna Singh y el director general de las operaciones militares (DGMO), el teniente general A K Chaudhary. Con esta prueba, la segunda unidad BrahMos del ejército indio entró en funcionamiento.
Otra prueba de desarrollo se llevó a cabo el 29 de julio de 2012 desde el ITR. Esta fue la prueba 32 del misil. La prueba fue considerada exitosa desde el punto de vista experimental, pero no cumplió con todos los parámetros de la misión. Esta prueba fue realizada para evaluar más de 25 nuevos sub-sistemas del misil que fueron producidos por la industria de la India, al igual que los sistemas de energía, materiales para componentes del fuselaje, sistema de guía y varios sistemas eléctricos. Los datos de la prueba fueron enviados para su análisis y se utilizaran para la producción a gran escala del misil. El análisis reveló que a excepción de un nuevo subsistema, todos los demás subsistemas y componentes se habían realizado según la exigencia. El mal funcionamiento de un subsistema resultó en el aumento de la velocidad del misil, que cruzó el límite y la misión fue abortada. El defecto fue corregido y se anunciaron nuevas pruebas de vuelo para desarrollar la autosuficiencia.
El 7 de octubre de 2012, la Armada India hizo un lanzamiento de pruebas exitoso de un misil BrahMos desde la fragata de misiles guiados INS Teg. Esta nueva versión altamente maniobrable estaba equipado con sistemas avanzados de navegación por satélite convirtiéndolo en un "super cohete" capaz de impactar blancos a más 300-500 km desde lanzadores en el mar, tierra y desde aire, y capaz de transportar una ojiva nuclear.
El 7 de abril de 2014, uno de los regimientos del ejército probó un misil modificado y actualizado Block-III con el modo de discriminación dive-cum-target adecuado para la guerra de montaña. Es capaz de realizar ataques de penetración de profundidad contra objetivos blindados. Esta variante se desplegará con el recién creado cuerpo de montaña en Panagarh, Bengala Occidental bajo el Comando Oriental del Ejército.
El 8 de julio de 2014, Brahmos Aerospace realizó el lanzamiento de prueba del misil #44 desde el ITR a un objetivo designado a 290 km de distancia. Fue la primera prueba del misil en el modo inmersión supersónico contra un objetivo terrestre oculto usando un nuevo algoritmo de software de la India y múltiples sistemas de navegación por satélite como guía, sin el sistema de toma de referencia habitual. El nuevo sistema de navegación utiliza un chip indio llamado G3OM (GPS, GLONASS, GAGAN en un Módulo). El sistema pesa alrededor de 17 gramos, y ofrece una precisión de menos de cinco metros usando satélites de navegación estadounidenses, rusos e indios. El sistema puede ser utilizado en tándem con el sistema de navegación inercial (INS) para proporcionar alta precisión de focalización sin utilizar buscador.

### Variante de lanzamiento submarino
La variante de lanzamiento submarino del BrahMos fue probada con éxito por primera vez desde un pontón sumergido cerca de Visakhapatnam en la costa del golfo de Bengala el 20 de marzo de 2013. Este fue el primer lanzamiento vertical de un misil supersónico desde una plataforma sumergida. El misil pudo ser lanzado desde una profundidad de 40 a 50 m.

### Variante de lanzamiento aéreo

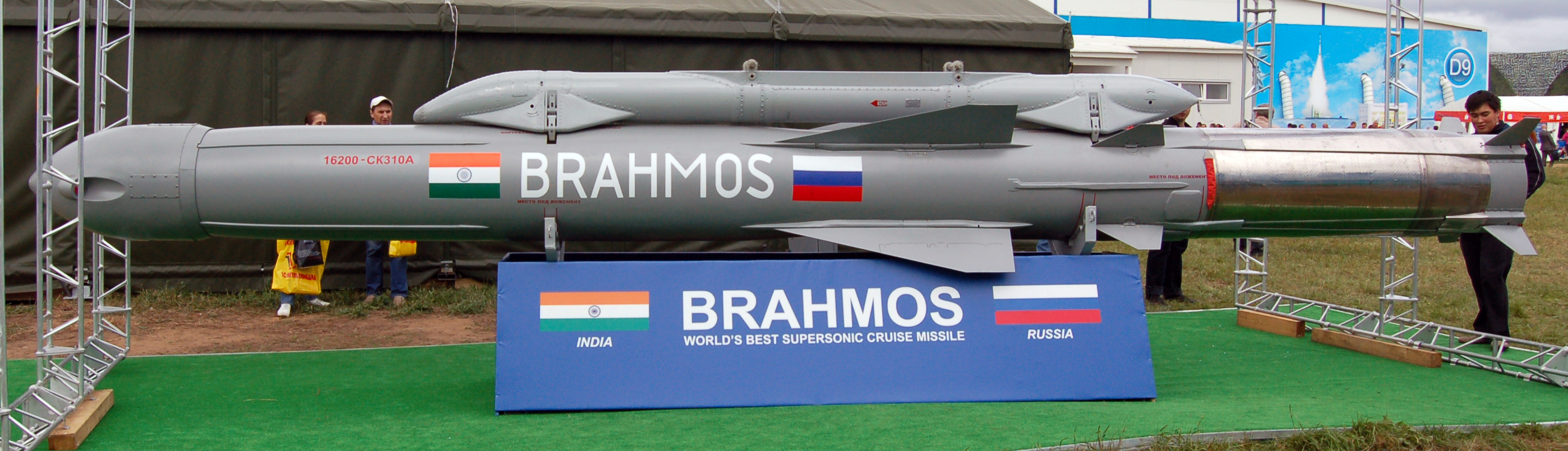
La versión de lanzamiento aéreo del BrahMos.

#### BrahMos-A
El BrahMos-A es una variante de lanzamiento aéreo modificada del misil que armará al Su-30MKI de la fuerza aérea como misil de lanzamiento a distancia. Para reducir el peso del misil a 2,55 toneladas, fueron hechas muchas modificaciones, como usar un motor más pequeño y agregar aletas para la estabilidad en el aire después de su lanzamiento. Puede ser liberado desde una altura de 500 a 14 000 metros. Después del lanzamiento, el misil cae libremente por 100-150 metros, luego entra en un fase de crucero a 14 000 metros y finalmente a la fase terminal en 15 metros. BrahMos Aerospace planea entregar el misil a la IAF en 2015, donde se espera armar al menos tres escuadrones.
El misil también fue planeado para armar los aviones de patrulla marítima Ilyushin Il-38 y Tupolev Tu-142 de la Armada India con 6 misiles por avión, pero esto no pudo ser posible debido a la distancia al suelo insuficiente del IL-38, alto costo de la modificación del Tu-142 y los beneficios cuestionables de modificar una flota anticuada.
La versión de lanzamiento aéreo de la Fuerza Aérea de la India estaba lista para las pruebas en 2008. Un comité de expertos del DRDO y la Fuerza Aérea de la India (IAF) descartó cualquier modificación estructural del Sukhoi Su-30MKI para llevar el misil. El 22 de octubre de 2008, A. Sivathanu Pillai, el CEO de BrahMos Aerospace, anunció que las pruebas y análisis debían llevarse a cabo antes de 2011, y la FAI recibiría su propia versión del BrahMos para 2012.
El 10 de enero de 2009, se informó de que dos aviones de combate Su-30MKI de la Fuerza Aérea de la India fueron enviados a Rusia para un programa de modernización que les permitiría lanzar el misil. El 8 de agosto de 2009, Alexander Leonov, director de la Central de Investigación de Construcción de Maquinaria de Rusia, dijo que «estaban listos para el lanzamiento de prueba». También dijo que había sido desarrollado un nuevo motor de despegue para el lanzamiento del misil en el aire a altitudes extremadamente altas, y el lanzamiento de prueba inicial del misil sería llevado a cabo desde el Su-30 MKI, pero no especificó las fechas. El 26 de febrero de 2012, A. Sivathanu Pillai dijo que la versión lanzamiento aéreo del BrahMos estaba siendo desarrollada y se pondría a prueba a finales de 2012. Esta versión del misil utilizará propulsión de tecnología scramjet y será más eficiente que un misil tradicional propulsado por cohetes.
La compra de más de 200 misiles de crucero supersónicos BrahMos de lanzamiento aéreo para la IAF fue autorizada por Comité del Gabinete de Seguridad (CCS) el 19 de octubre de 2012, a un costo de 60 mil millones de rupias (US$942 millones). Esto incluiría fondos para la integración y pruebas del BrahMos en el Su-30MKI de la IAF. Según este plan, la primera prueba de la versión de lanzamiento aéreo del misil debía ser realizada en diciembre de 2012. Dos Su-30MKI de la IAF fueron modificados por HAL en sus instalaciones de Nashik, donde también se integrarán con el lanzador aéreo del misil.

#### Brahmos-M

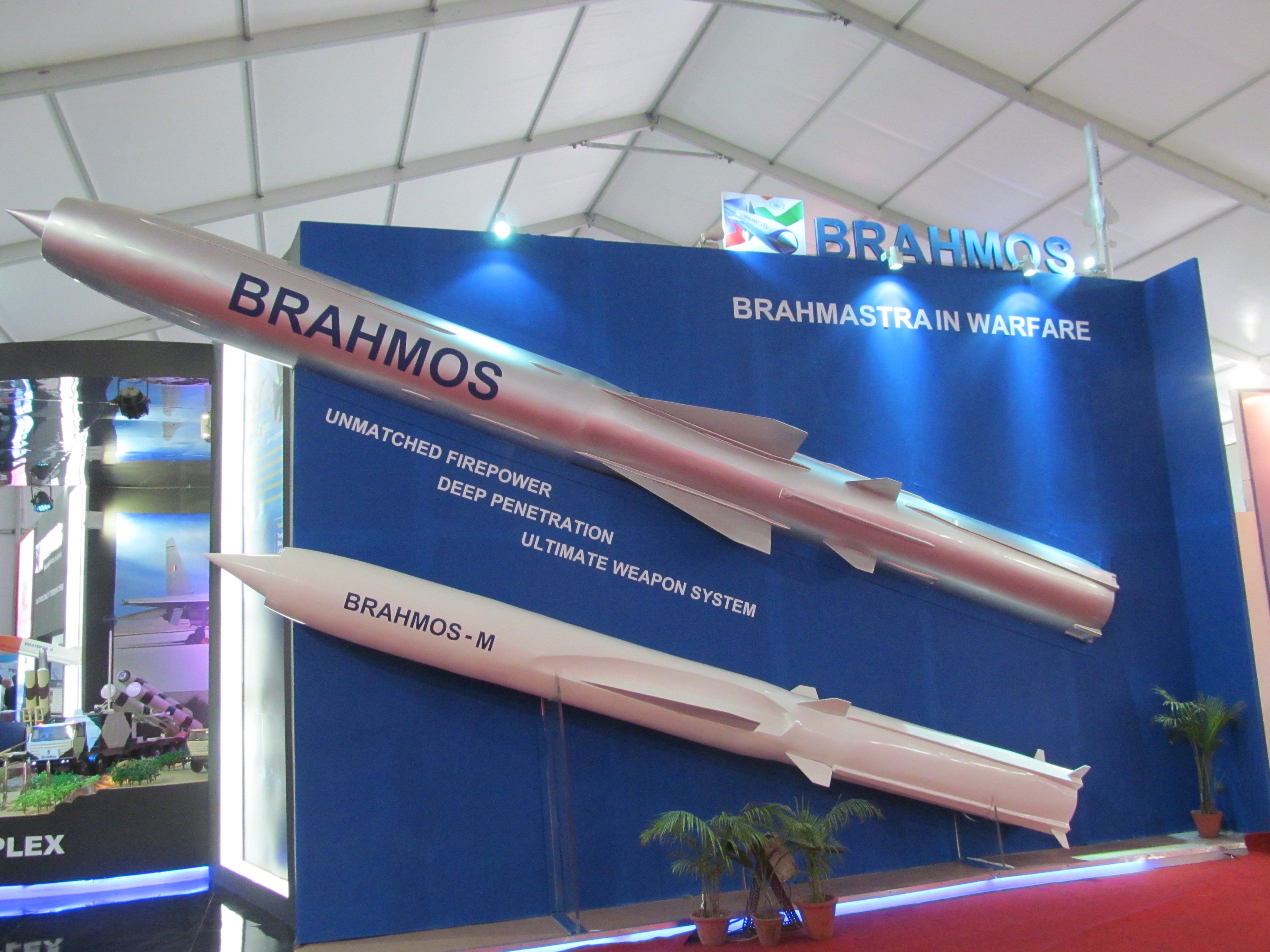
Comparación de tamaño entre el BrahMos y el planificado BrahMos-M.

Una nueva variante de lanzamiento aéreo más pequeña del BrahMos también está en desarrollo. Esta variante armaría al Sukhoi Su-30MKI, Mirage 2000, introducciones futuras como los 126 Dassault Rafale, y el MiG-29K de la Armada India. Un modelo de la nueva variante fue exhibido el 20 de febrero de 2013, en las celebraciones del 15 aniversario de BrahMos Corporations. La versión miniaturizada también tendría un alcance de 290 km, pero será más corto por tres metros, en comparación con la presente misil. El Sukhoi SU-30MKI llevarían tres misiles mientras que los otros aviones de combate llevaría a uno cada uno. El misil tendrá una longitud de 6 metros, un diámetro del 0,5 metros y una velocidad del Mach 3,5. Se espera que el sistema sea instalado en el año 2017.

## Otros desarrollos

### Variante UCAV
A. P. J. Abdul Kalam solicitó a BrahMos Aerospace desarrollar una versión avanzada del misil de crucero BrahMos para mantener el liderazgo de la India en el campo. Él dijo que se necesita una versión hipersónica del BrahMos que pueda ser reutilizado, que será capaz de entregar su carga útil y regresar a la base. Esto convertiría a un BrahMos en UCAV.

### BrahMos-II
BrahMos-II es un misil de crucero hipersónico actualmente en desarrollo y se estima que tiene un alcance de 290 km. Al igual que los BrahMos, el alcance del BrahMos II también se ha limitado a 290 km para dar cumplimiento al MTCR. Con una velocidad de Mach 7, tendrá el doble de la velocidad de actual misil BrahMos, y será el misil hipersónico más rápido del mundo.

## Especificaciones

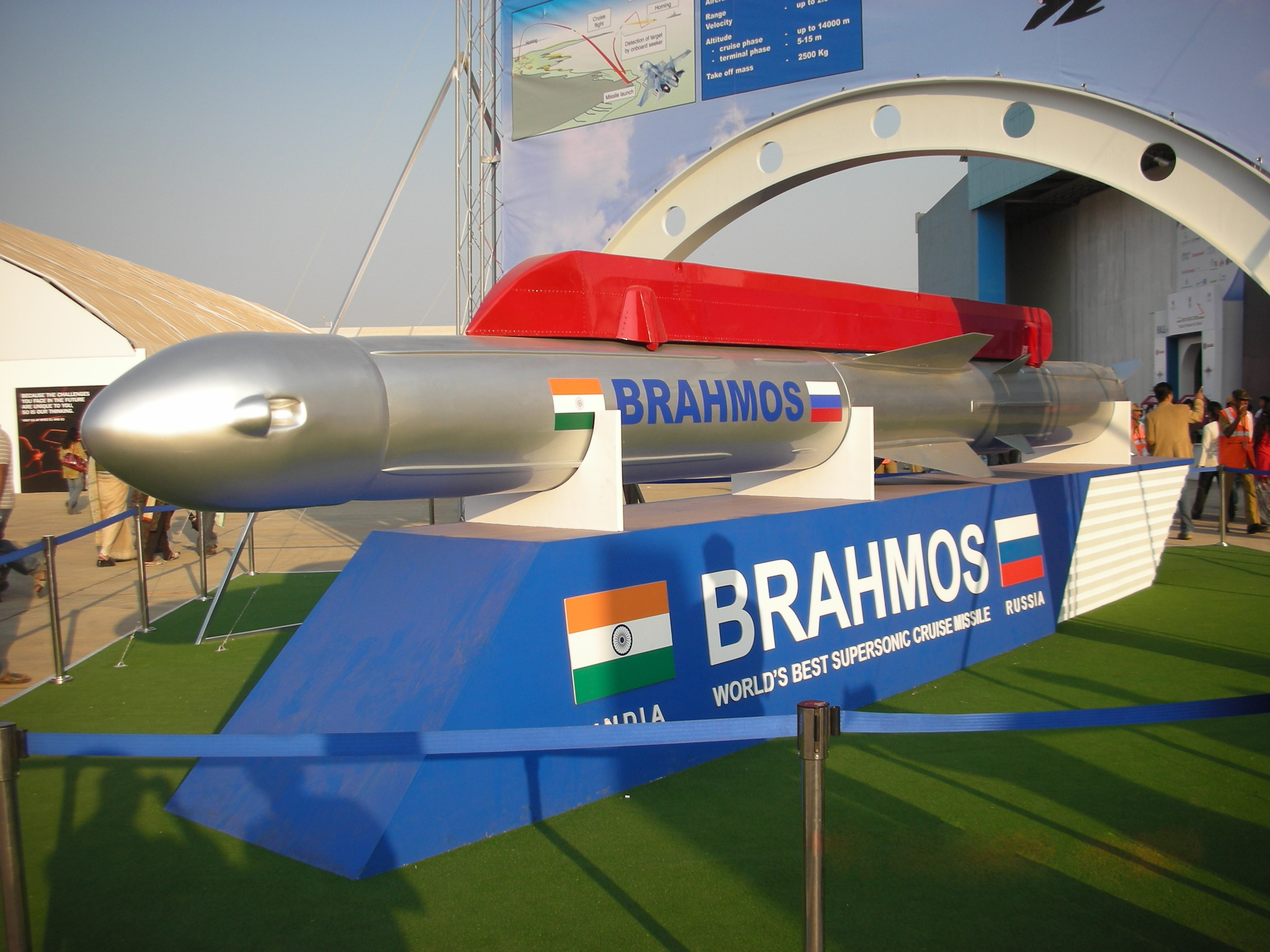
BrahMos es misil de crucero más rápido del mundo.

BrahMos tiene la capacidad de atacar objetivos en tierra volando tan bajo como 5 metros de altura y la altitud máxima que puede volar es 14 000 metros. Tiene un diámetro de 70 cm y una envergadura de 1,7 m. Puede obtener una velocidad de Mach 2,8, y tiene un alcance máximo de 290 km. Los misiles lanzados desde buques y en tierra pueden llevar una cabeza nuclear de 200 kg, mientras que la variante lanzada desde aeronaves (BrahMos A) puede llevar una cabeza nuclear de 300 kg. Cuenta con un sistema de propulsión de dos etapas, con un cohete de combustible sólido para la aceleración inicial y un ramjet de combustible líquido responsable del crucero supersónico sostenido. La propulsión ramjet es mucho más eficiente en combustible que la propulsión de cohetes, dando a los BrahMos un mayor alcance que un misil propulsado por cohetes puros.
La alta velocidad de los BrahMos probablemente le da mejores características de destino de penetración que los misiles de crucero subsónicos más ligeros como el Tomahawk. Al ser dos veces más pesado y casi cuatro veces más rápido que el Tomahawk, el BrahMos tiene más de 32 veces la energía cinética que un misil de crucero Tomahawk, aunque lleva sólo 3/5 de la carga útil y una fracción del alcance a pesar de que pesa dos veces más como mucho, lo que sugiere que el misil fue diseñado para un papel táctico diferente. Su velocidad de 2,8 mach significa que no puede ser interceptada por algún sistema de defensa de misiles existentes y su precisión hace que sea letal para objetivos en el agua.
Aunque el BrahMos era sobre todo un misil antibuque, el Block III también puede atacar objetivos con base en tierra. Puede ser lanzado ya sea en posición vertical o inclinada y es capaz de cubrir blancos arriba de un horizonte de 360 grados. El misil BrahMos tiene una configuración idéntica para plataformas terrestres, marinas y submarinas. La versión de lanzamiento aéreo tiene un booster adicional y aletas traseras adicionales para mayor estabilidad durante el lanzamiento. Los BrahMos están configurandos actualmente para la implementación aérea con el Su-30MKI como su portador.

## Variantes
Lanzamiento de superficie, Block I
- Lanzado desde buque, variante antibuque (operativa)
- Lanzado desde buque, variante de ataque terrestre (operativa)
- Lanzado desde tierra, variante de ataque terrestre (operativa)
- Lanzado desde tierra, variante antibuque

Variantes de lanzamiento de superficie mejoradas
- BrahMos Block II, variante de ataque terrestre (operativa)[48]
- BrahMos Block III, variante terrestre[43][44][84]
- Variante contra portaaviones (probada en marzo de 2012) – el misil se ganó la capacidad de atacar portaaviones utilizando la variante de picado vertical del misil supersónico que podría viajar hasta 290 km.[85]

Lanzamiento aéreo
- Lanzamiento aéreo, variante antibuque
- Lanzamiento aéreo, variante de ataque terrestre[86][87]
- Lanzamiento aéreo, variante miniaturizada (en desarrollo)[73][74]

Lanzamiento submarino
- Lanzamiento submarino, variante antibuque - Probada con éxito por primera vez desde un pontón sumergido el 20 de marzo de 2013.[61][62]
- Lanzamiento submarino, variante de ataque terrestre[88][89]

### Derivados
China es sospechoso de haber utilizado la tecnología del BrahMos para crear el misil de crucero supersónico antibuque CX-1, que fue revelado en noviembre de 2014. Hecho por la Academia China de Tecnología de Vehículos de Lanzamiento, comparte distintivo cono de entrada de admisión de aire del BrahMos, la estructura en dos etapas y tiene unas dimensiones similares. Aunque no se ha confirmado si Rusia vendió tecnologías del misil Yakhont a China como lo hizo a la India para hacer los BrahMos, China ha adquirido, a través de medios legítimos e ilegítimos, la tecnología de otros misiles antibuque rusos, por lo que es probable que la tecnología rusa fue utilizada en el desarrollo de la CX-1 debido a su semejanza. Sin embargo, otros analistas, así como fuentes militares indias han negado que el CX-1 sea una copia de los BrahMos, y es más probable que derive de otros misiles antibuque rusos que han sido vendido a China en los últimos años. Aunque tiene una semejanza superficial, las diferencias incluyen las alas, guía y álabes, un extremo delantero más pequeño, diferente toma de aire y motor. El CX-1 fue más probablemente influenciado por otros misiles rusos operados por China como el SS-N-22 Sunburn.

## Producción y despliegue

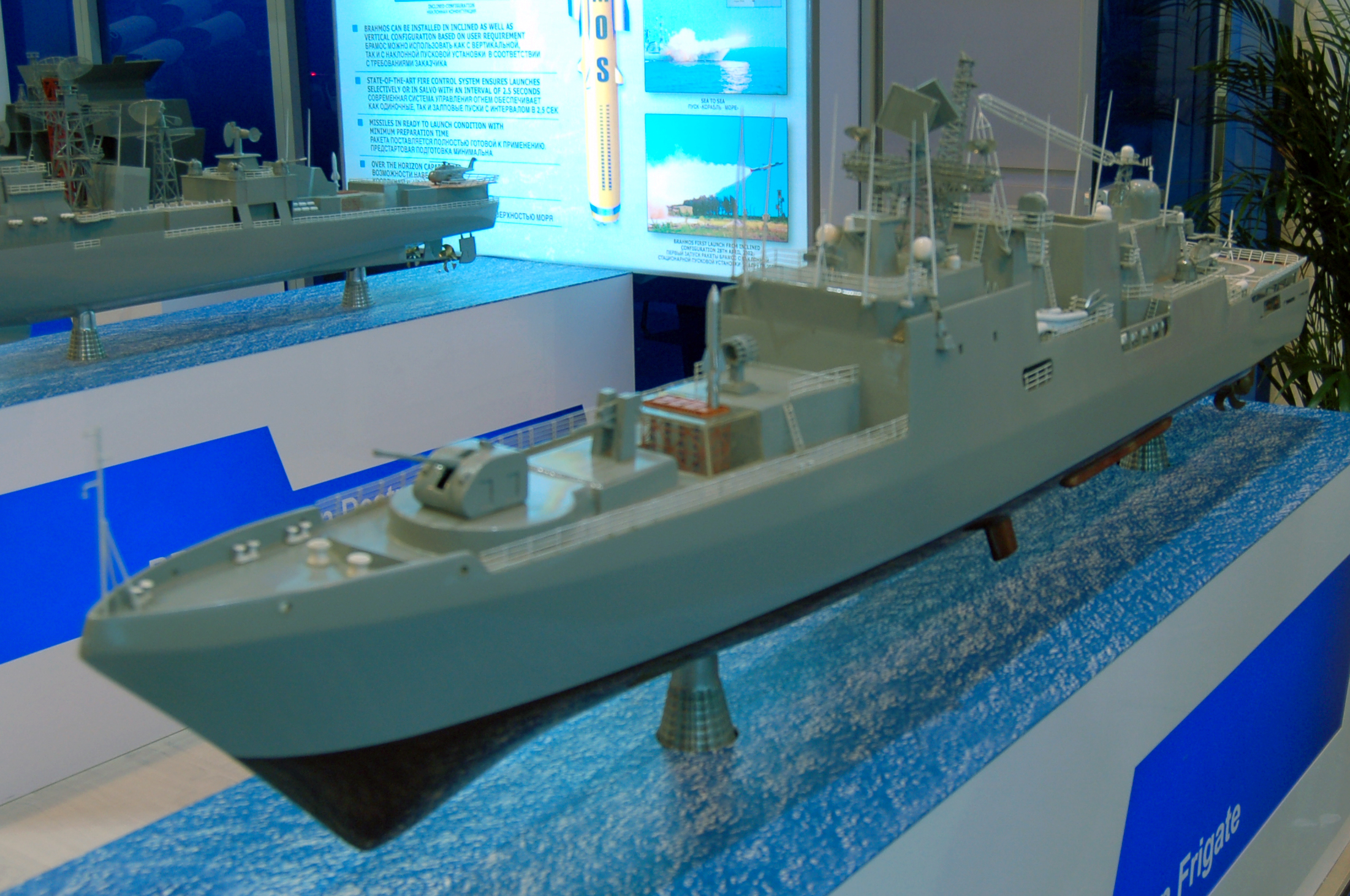
Modelo de una fragata con BrahMos de lanzamiento vertical.

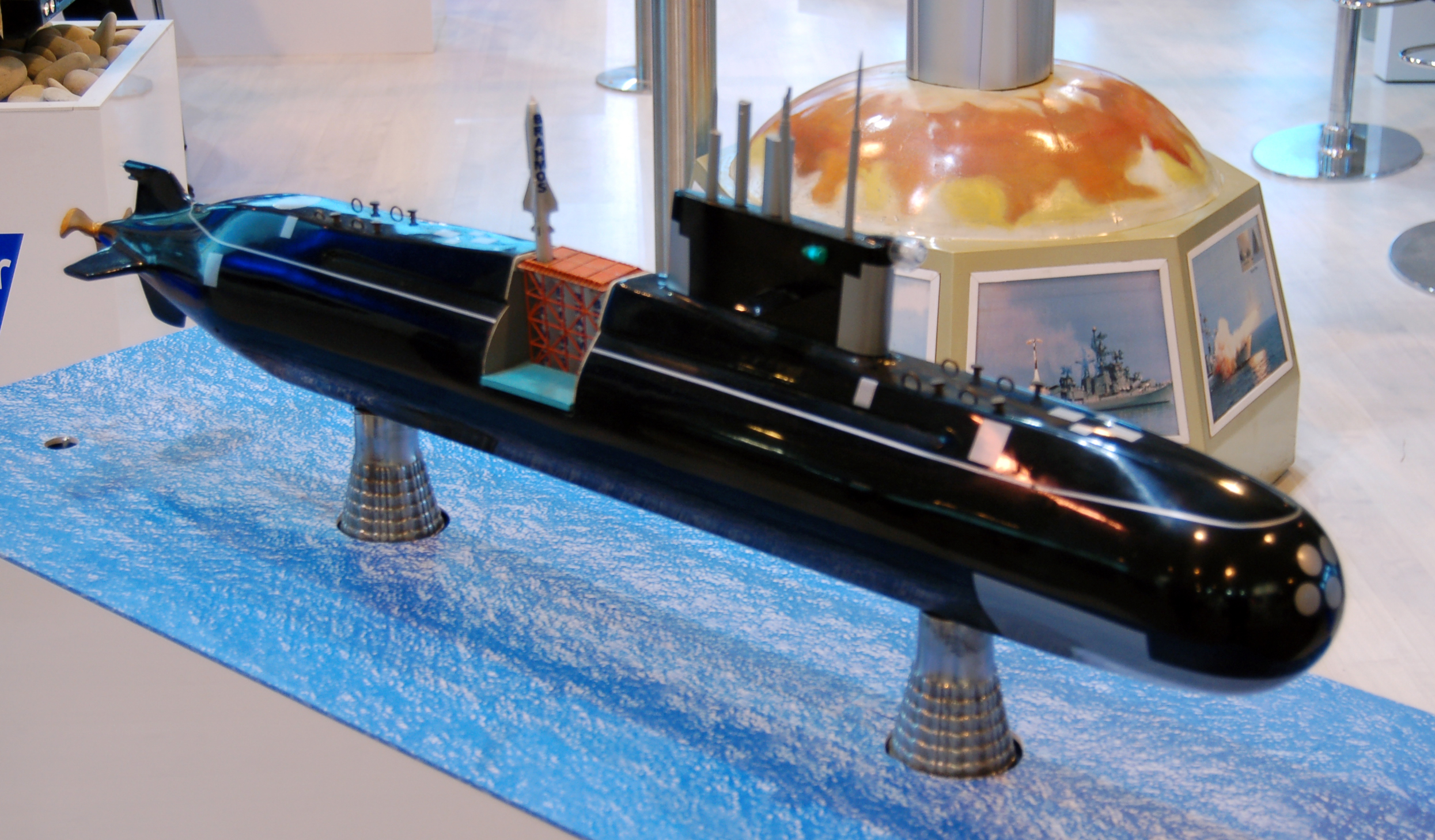
Maqueta de submarino clase Lada con misiles BrahMos.

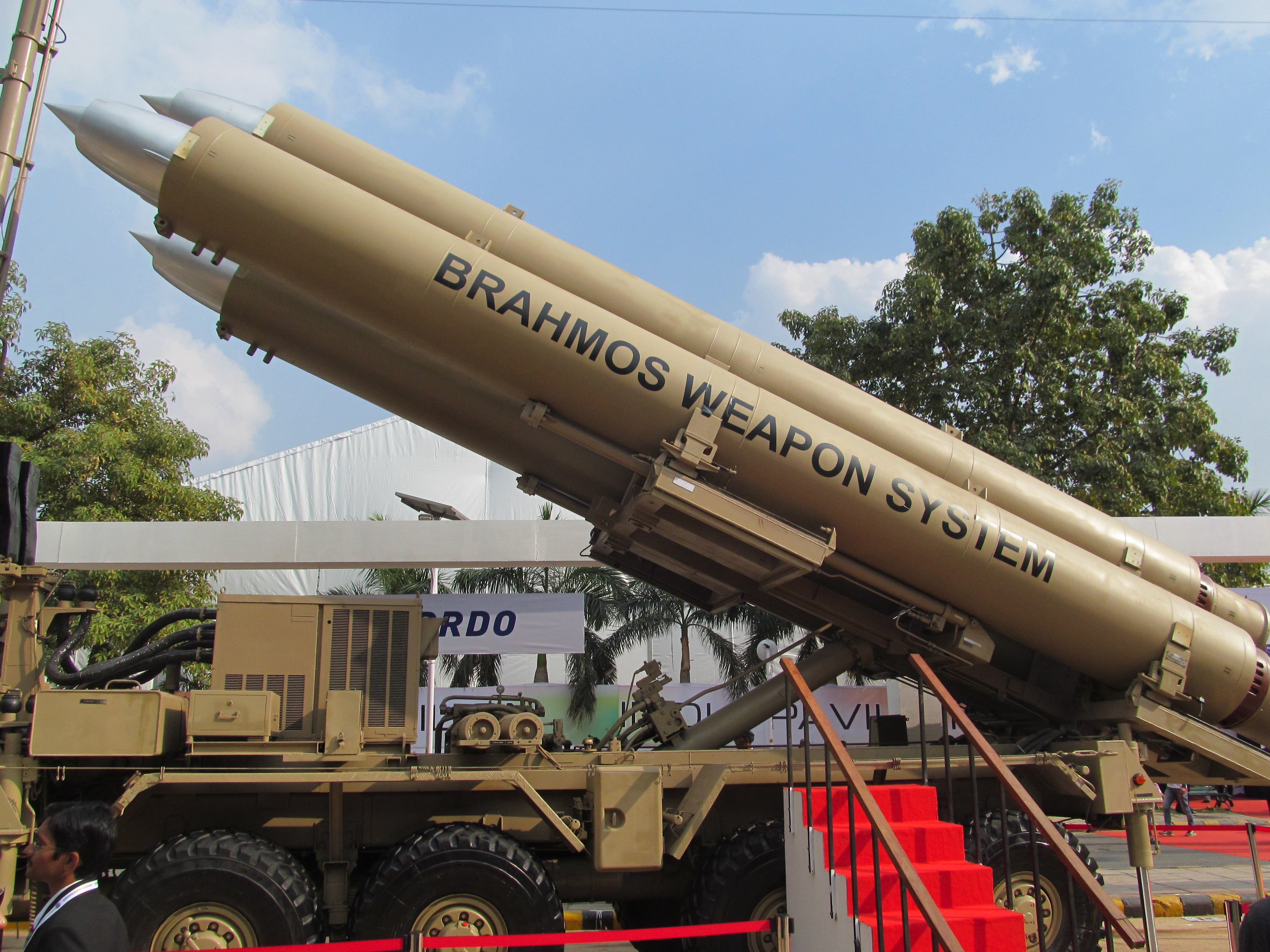
Vista lateral de los misiles en un Mobile Autonomous Launchers (MAL).

India y Rusia tienen la intención de fabricar 2000 misiles de crucero supersónico BrahMos en los próximos diez años a través de su empresa conjunta, y casi el 50% de ellos se espera que sean exportados a países amigos.

### India

#### Armada de la India
Para abril de 2013, los misiles BrahMos habían sido incluidos en ocho buques de guerra de la Armada India. Las siguientes clases de buques de la marina están equipadas con BrahMos:
- Destructores de la clase Rajput[93] – INS Rajput ha sustituido sus dos P-15 Termit AShm con cuatro misiles BrahMos en 2 lanzadores dobles.[94][95] INS Ranvir y INS Ranvijay fueron armados con un lanzador VLS de 8 celdas BrahMos.[96][97]

- Fragatas de la clase Talwar – Los tres barcos posteriores, INS Teg, INS Tarkash, INS Trikand fueron armados con un lanzador VLS de 8 celdas brahmos.[93][98][99]

- Fragatas de la clase Shivalik – las tres fragatas de esta clase están armadas con un lanzador VLS de 8 celdas brahmos.[93][95][100]

- Destructores de la clase Kolkata (uno activo y dos más en construcción) – armados con un lanzador VLS de 8 celdas brahmos.[93][98][101]

#### Ejército de la India
Los brahmos Bloque I fueron incluido en el ejército el 21 de junio de 2007. Los brahmos ha sido incluido en tres regimientos del Ejército de la India. El ejército ha planteado un regimiento (numerado 861) del Mark I y dos regimientos de misiles del BrahMos Mark II, numerados 862 y 863. El primer regimiento con cinco lanzadores móviles costó $ 83 millones para ser establecido. Cada uno de los dos nuevos regimientos tendrá entre cuatro y seis baterías de tres a cuatro lanzadores móviles (72 misiles cada regimiento) que puede conectarse a un puesto de mando móvil. Todos estos regimientos serán parte de la 40.ª y 41.ª divisiones de artillería existentes del ejército. Los regimientos operativos con BrahMos son:
- Regimiento 861 (BrahMos Block I, desplegado en el norte de la zona de Rajastán)
- Regimiento 862 (BrahMos Block II, desplegado en el sur del área de Rajastán)
- Regimiento 863 (BrahMos Block II)
- Regimiento 864 (BrahMos Block III, ordenado para el área de Arunachal Pradesh)

### Rusia

#### Armada de Rusia
Según fuentes no especificadas las BrahMos pudieran instalarse a la clase actualizada de fragatas Gorshkov que va a ingresar la Armada rusa pronto. El Ministerio de Defensa informó que debido a las especificaciones de tamaño y casco del BrahMos, pocos o ninguno de sus nuevos buques podrán acomodarlo.

### Exportación
Varios países, entre ellos Vietnam, Sudáfrica, Egipto, Omán y Brunéi han expresado interés en el misil. En febrero de 2010, un alto ejecutivo dijo que BrahMos estaba en negociaciones con Chile, Brasil, Sudáfrica e Indonesia con respecto a la compra de los misiles. Malasia también ha informado que está considerando la compra de los misiles para ser usados en sus buques de la clase Kedah y aviones de combate. Las negociaciones informales están en curso entre la India y Vietnam para la venta de misiles BrahMos. BrahMos Aerospace ha dicho que varios países del sureste de Asia y América Latina han expresado su interés en el sistema, con especial interés en las versiones de defensa naval y costeras, y que existe una "lista definitiva de países". Fuentes de la industria dicen que algunos países interesados incluye a Vietnam, Indonesia y Venezuela. El acuerdo intergubernamental entre la India y Rusia para desarrollar las BrahMos estipula que ambos países tendrían que aprobar una venta de exportación.